# Onthophagus promontorii
Onthophagus promontorii är en skalbaggsart som beskrevs av Antoine Boucomont 1924. Onthophagus promontorii ingår i släktet Onthophagus och familjen bladhorningar. Inga underarter finns listade i Catalogue of Life.